# Danmarksfilm
Danmarksfilm er den danske poptrio Folkeklubbens andet studiealbum, og det blev udgivet i 2014. Albummet blev godt modtaget af anmelderne og fik 5/6 stjerne i musikmagasinet GAFFA.

## Spor
1. "Ske Noget Mere" - 3:04
2. "Danmarksfilm" - 3:37
3. "Husk Mit Navn" - 3:42
4. "Her Tilbage Igen" - 4:24
5. "Til Elisabeth" - 3:53
6. "Syngefaldet" - 3:49
7. "Djævlebakken" - 2:51
8. "I Vejen" - 4:21
9. "Sønder Boulevard" - 3:54
10. "Vågn Op" - 3:19
11. "Par Nr. 7" - 4:40